# Douglas County, Oregon
Douglas County är ett administrativt område i delstaten Oregon, USA. År 2010 hade countyt 107 667 invånare. Den administrativa huvudorten (county seat) är Roseburg.
Crater Lake nationalpark ligger delvis i Douglas County.

## Geografi
Enligt United States Census Bureau har countyt en total area på 13 297 km². 13 045 km² av den arean är land och 252 km² är vatten.

### Angränsande countyn
- Lane County, Oregon - nord
- Klamath County, Oregon - öst
- Jackson County, Oregon - syd
- Josephine County, Oregon - syd
- Curry County, Oregon - sydväst
- Coos County, Oregon - väst

### Orter
- Canyonville
- Drain
- Elkton
- Glendale
- Myrtle Creek
- Oakland
- Reedsport
- Riddle
- Roseburg (huvudort)
- Sutherlin
- Winston
- Yoncalla